# Kamienica przy ul. Kościelnej 1 w Kłodzku
Kamienica przy ul. Kościelnej 1 w Kłodzku – pochodząca z XVI wieku renesansowa kamienica, położona w obrębie starówki.

## Historia
Niegdyś, w XVI wieku budynek posiadał trzy kondygnacje. Nadbudowa czwartej nastąpiła w XIX wieku. Wtedy też przebudowano parter, przerabiając go na nowoczesne pomieszczenia sklepowe.

Decyzją wojewódzkiego konserwatora zabytków z dnia 16 czerwca 1987 roku kamienica została wpisana do rejestru zabytków

## Architektura
Dom od ulicy Armii Krajowej jest stosunkowo wąski, od ulicy Kościelnej natomiast ma znaczną długość. Budynek jest nakryty dachem dwupołaciowym, o kalenicy biegnącej równolegle do dłuższego frontu. Od ulicy Armii Krajowej występuje szczyt. Na narożniku znajduje się cylindryczny wykusz w obrębie pierwszego i drugiego piętra. Wykusz schodzi w dół uskokami o miękkich profilach. Dolną płytę podpierają popiersia aniołków. Inskrypcja na płycie wyraża pragnienie pobożnego spokojnego życia dla mieszkańców kamienicy. Portal (od ul. Kościelnej) jest interesujący i bogaty. Ościeża są wklęsłe i szeroko rozglifione, mają siedziska muszlowe. Wklęsłość glifu obejmuje lekka imposta, nad którą spoza muszlowego sklepionka wychodzi bardzo szeroka archiwolta. Jest ona pełnołukowa, stożkowa, mięsista, silnie profilowana. Dolny pas ozdobiony jest ostro ciętymi wolimi oczkami, górny ma profil piętki ujętej w dwie listewki. Piętkę podtrzymuje osiem tęgich gładkich wsporników. Pośrodku (w miejscu wspornika) widnieje silny klucz w formie owalnego kartusza z monogramem „C.H." i godłem (gmerkiem). Po obu stronach archiwolty wypukłorzeźbione aniołki z rogami obfitości pochodzą z drugiej połowy XVII wieku. Podczas remontu w 1973 r. odsłonięto renesansowe obramienia okienne.

## Galeria

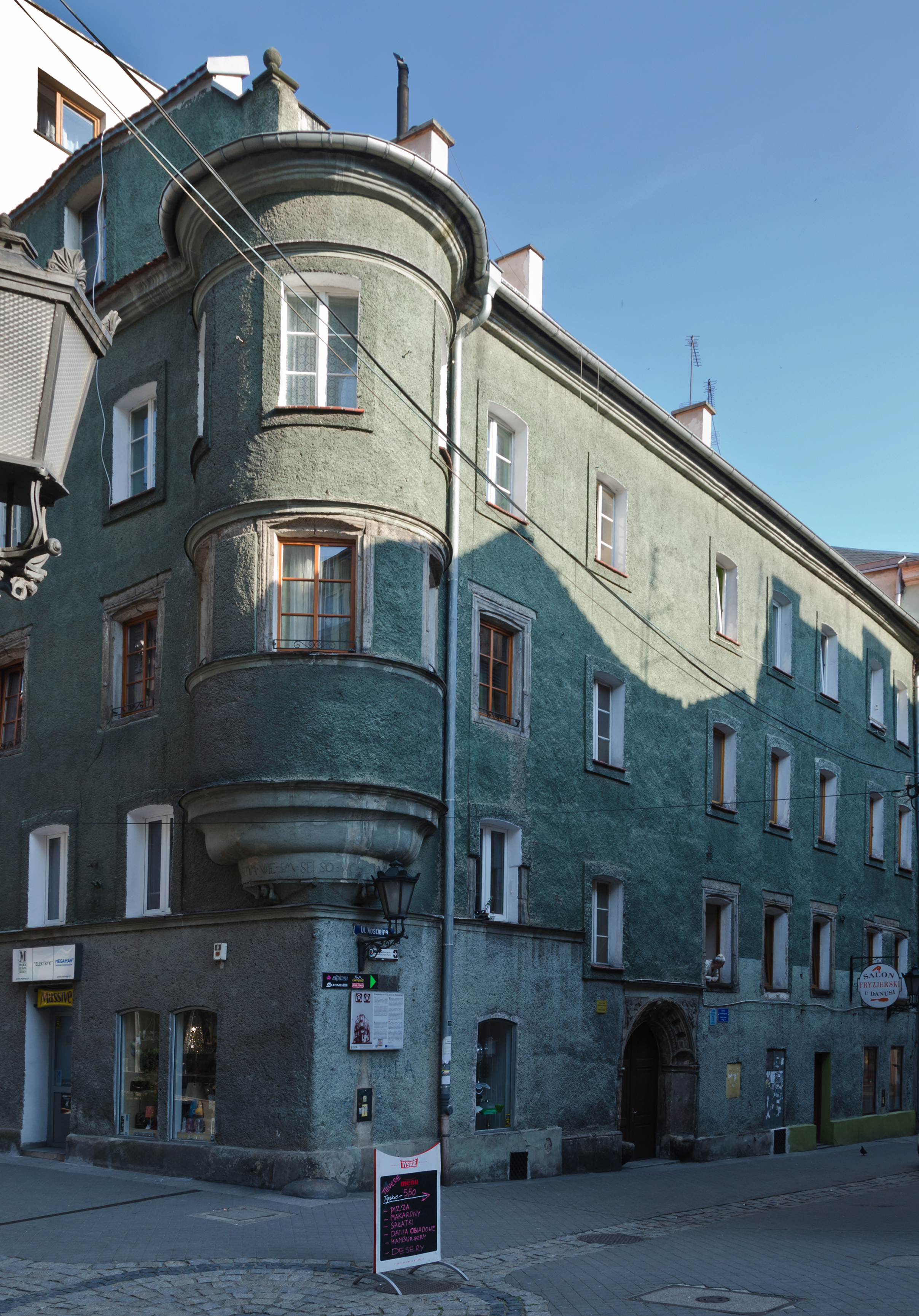
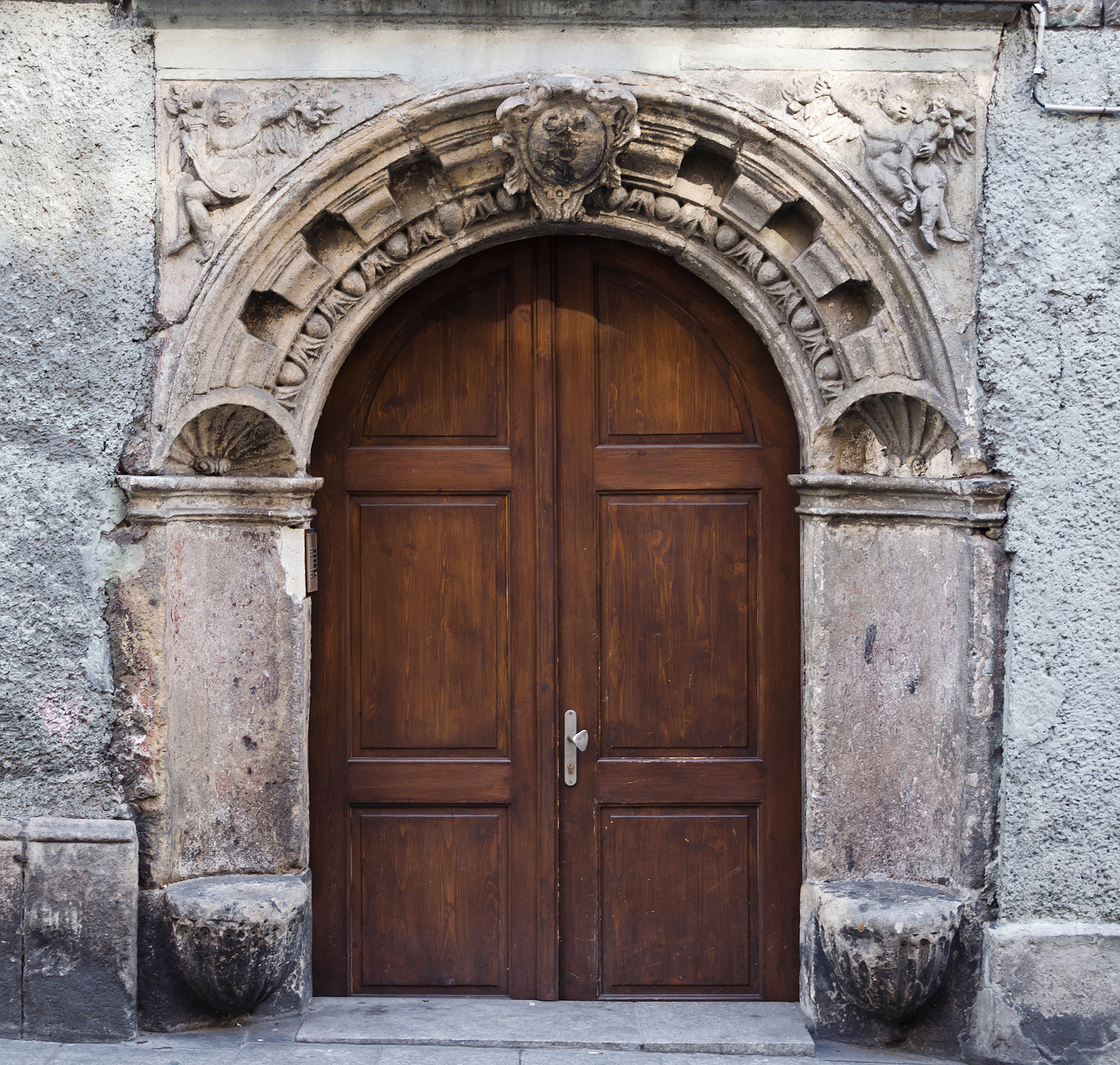
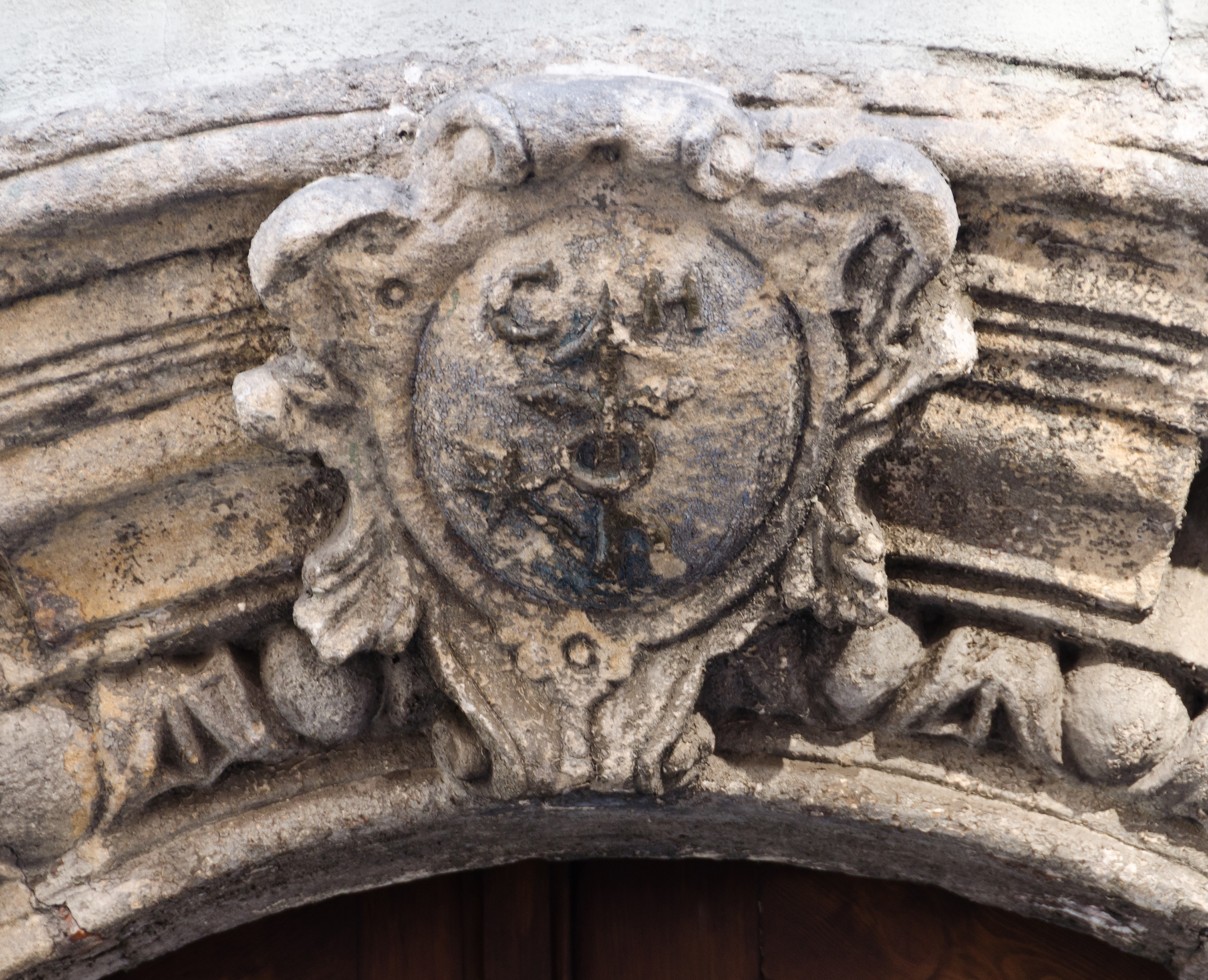
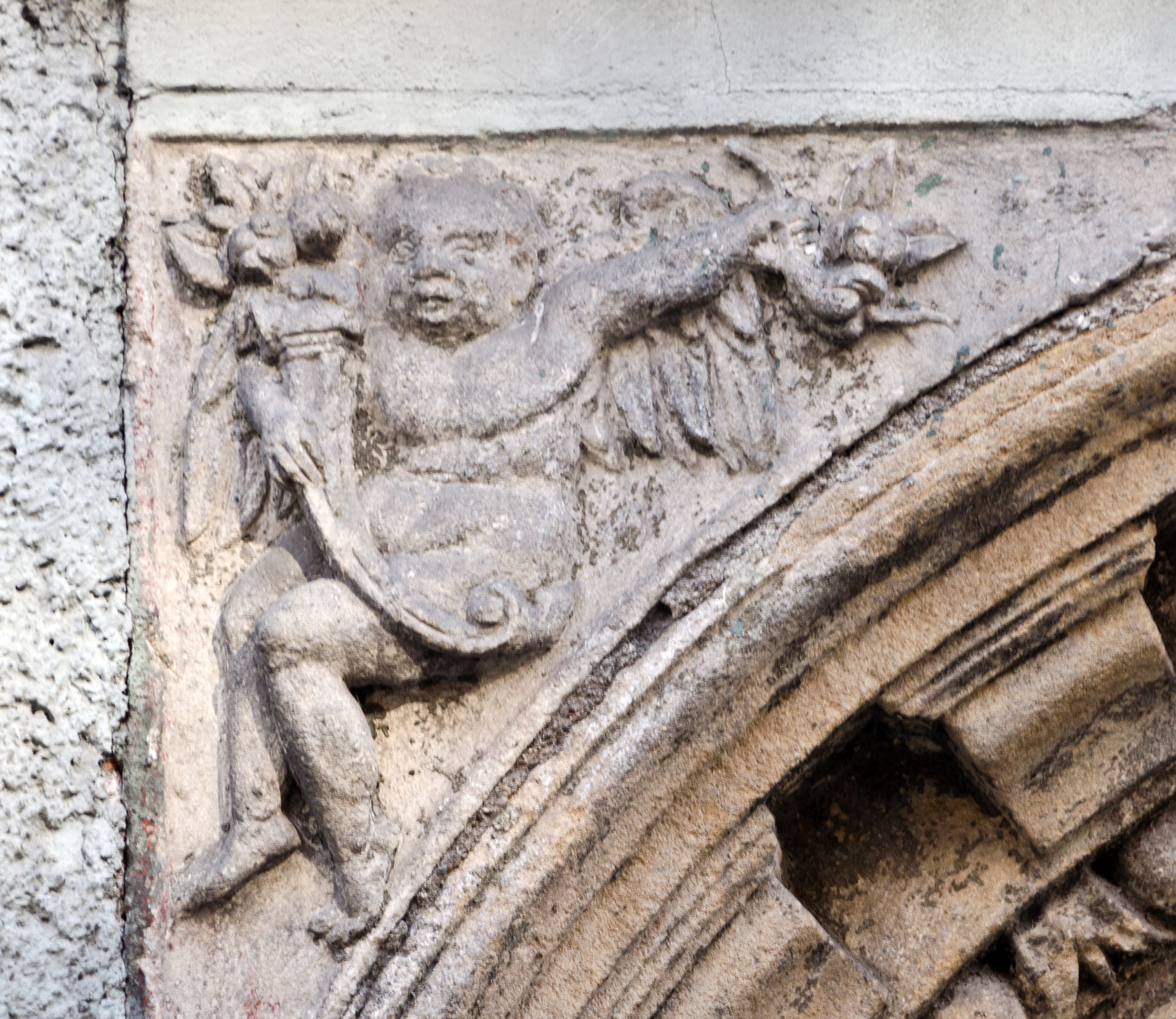
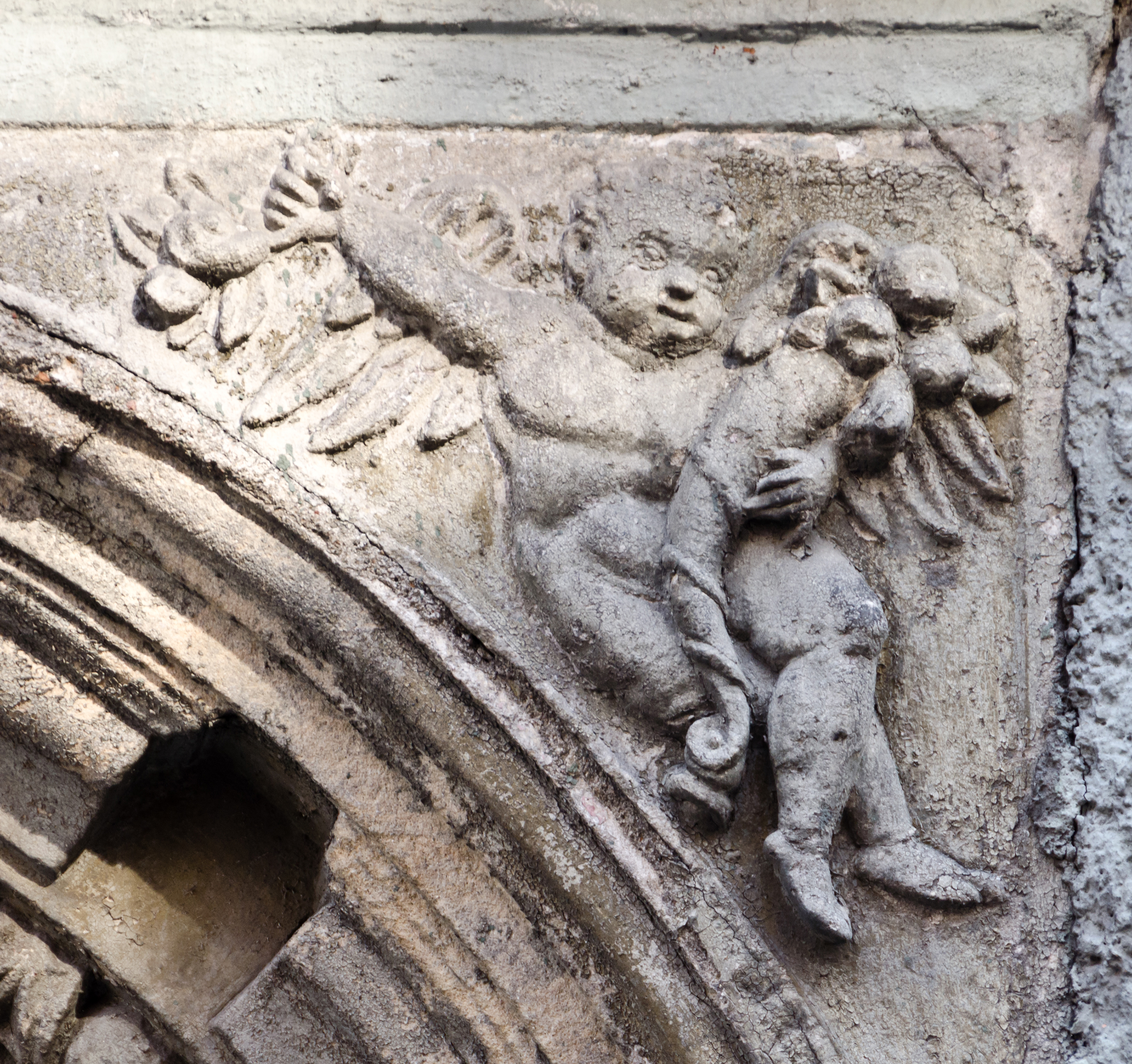
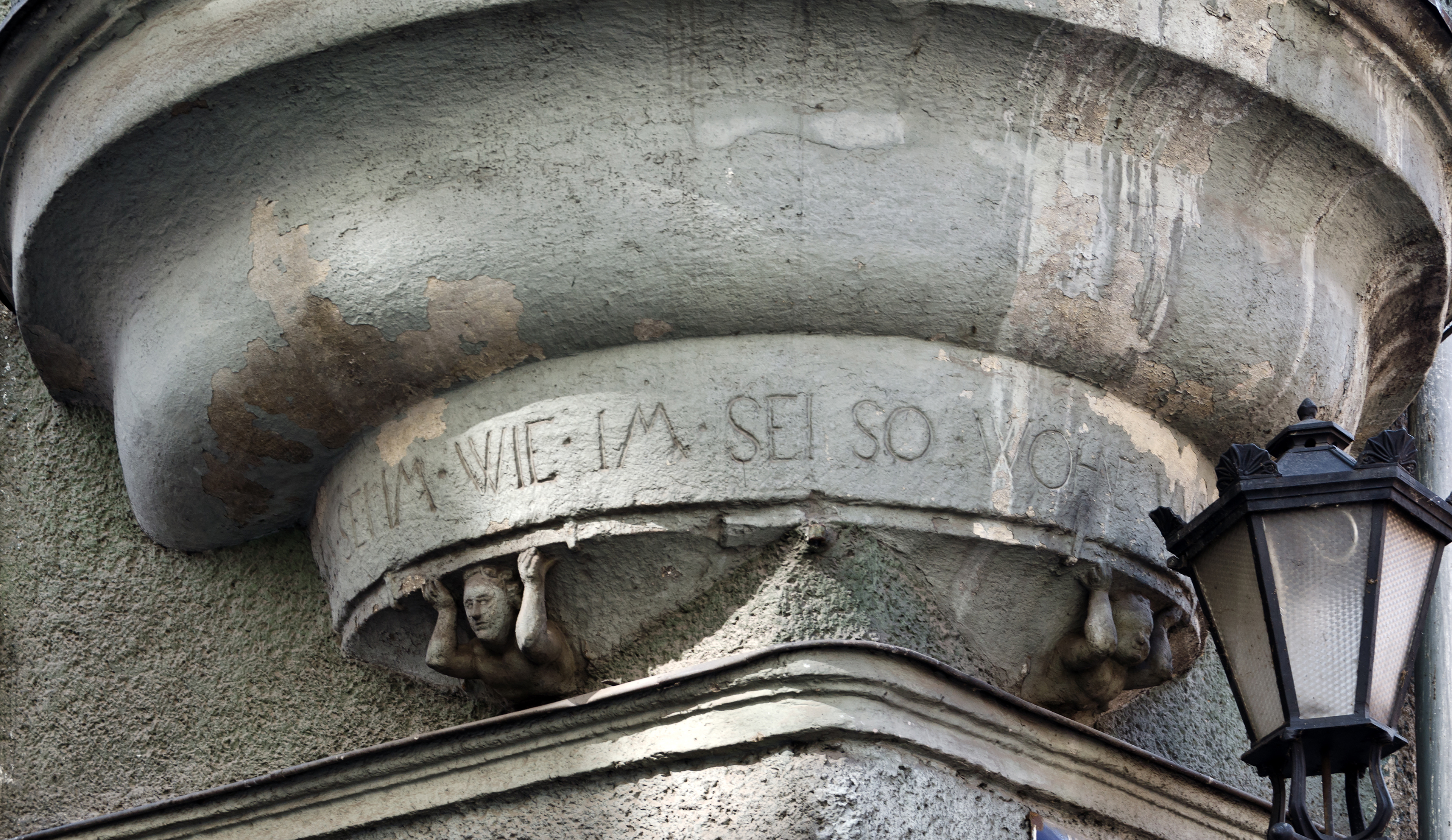
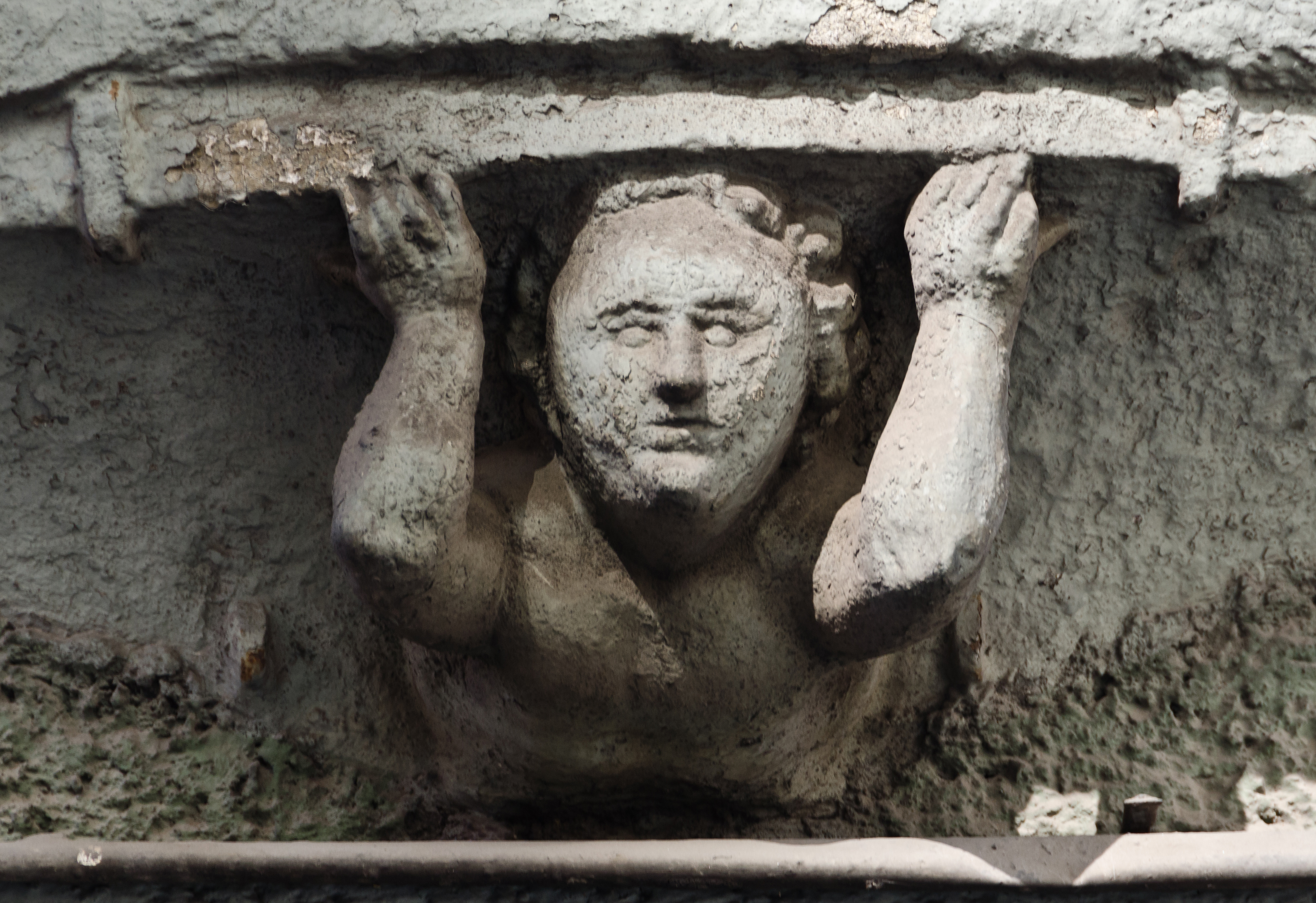
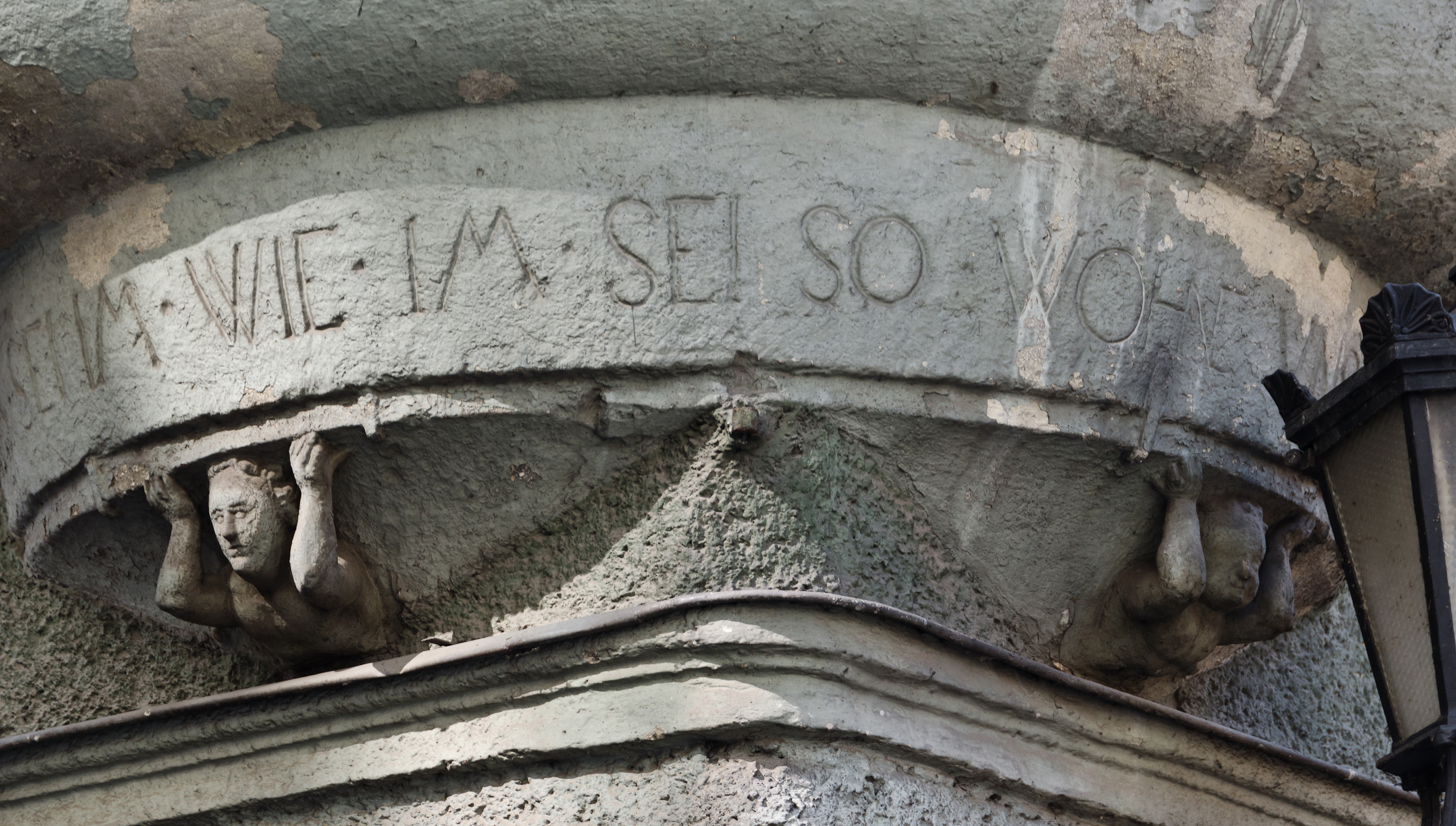